# 光速 (セル・オートマトン)
ライフゲームおよび関連するセル・オートマトンにおける光速とは、世代ごとに通常ちょうど1セルを（水平、垂直、または斜めに）移動する移動速度である。ライフゲームの場合、ひとつのセルは1世代でムーア近傍で隣接するセルにのみ影響を与えることができる。すなわち、まっすぐ上下左右方向にセル1個か、斜め45度方向にセル1個である。物理学における光速からの類推で、情報が伝わる最高速度を光速という。つまり光速は、移動するパターンの移動速度の上限値であり、いかなるパターンも光速を超えて移動することはできない。ノイマン近傍のセル・オートマトンの場合、斜め方向に影響を与えるのには2世代が必要であり、斜め45度方向の光速は1世代でセル0.5個である。

## 表記
物理学に倣って、光速は文字{\displaystyle c}で表す。これは移動物体（広義の「宇宙船」）の平均移動速度を表すのに使われる。例えば、グライダーは1セル平行移動するのに四世代かかるので、速度は{\displaystyle c/4}である。同様に、宇宙船は2セル平行移動するのに四世代かかるので、速度は{\displaystyle c/2}である。

## 光速の移動
{\displaystyle c}は移動速度の絶対的な上限である。ライフゲームでは、何もない空間を移動してゆく移動物体の場合、光速で移動することは不可能で、宇宙船の最高速度は{\displaystyle c/2}である。何もない空間ではなく、媒介物を通り抜けることによって光速で移動可能となる場合がある。そういった媒介物としては、蜂の巣の列や、生きているセルの列と死んでいるセルの列が交互に並んだ縞模様などがある。
{\displaystyle c}は、移動に限らず一般に、影響を伝えうる速度の上限である。速度{\displaystyle c}で影響が伝播するパターンの例としては、斜めに一列に並んだセルがある。斜めに一列に並んだセルは速度{\displaystyle c}で端から消えてゆく。
ライフゲームにおける、光速の重要さとしては、次のような例がある。Bヘプトミノによるシュシュポッポ列車では、広く拡散した「煙」のうち、出始めの辺りがしばらく不安定であり、数千世代後まで安定しない。煙の中を、速度{\displaystyle c}で影響が伝播して「機関車」を壊す可能性があるため、安定になるまではシュシュポッポ列車は確実に繁殖型のパターンとは言えないのである。

## 超光速の移動
一世代に1セルより多く移動するように見えるパターンがあるが、物理学における超光速現象と同様に、これは見かけ上の速度である。
例えば、3つのグライダーが一箇所に集まり、互いに衝突し消滅する、「スターゲート」という配置がある。軽量級宇宙船がこの3つの衝突するグライダーにぶつかると、進行方向にわずか六世代で11セルも移動するように見える。この錯覚は、グライダーの消滅過程において、新しい軽量級宇宙船の生成とその直後の破壊があるために引き起こされる。軽量級宇宙船が衝突するグライダーにぶつかるとき、それは転送されるのではなく、代わりに新しく生成された軽量級宇宙船が生き残れるように作用する。伝達される唯一の情報は、出ていく軽量級宇宙船が生き残るかどうかを決めるものである。この情報は軽量級宇宙船が「転送」されるまで目的地に到達する必要はなく、したがって超光速で伝わる情報を必要としない。